# Ilona Mononen
Ilona Mononen (18 de diciembre de 2003) es una deportista de Finlandia que compite en atletismo. Ganó una medalla de oro en el Campeonato Europeo de Atletismo Sub-20 de 2021, en la prueba de 3000 m.